# 두 손가락 경례

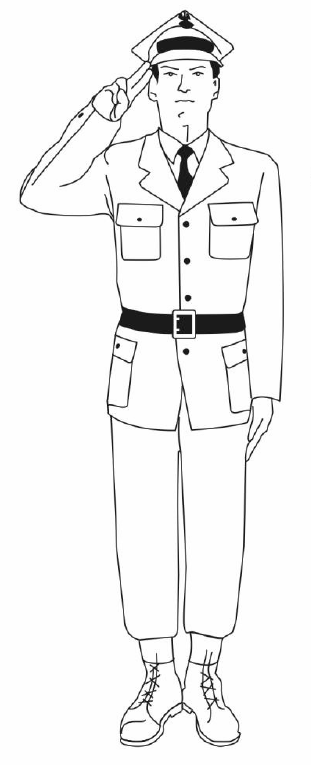
두 손가락 경례의 예

두 손가락 경례(영어: two-finger salute)는 거수경례 중 하나이다. 오른손의 가운데손가락과 검지손가락만 펴고 다른 세 개는 잡은 채 앞으로 향해 뻗은 손가락을 모자에 닿게 한다. 국제적으로 특히 폴란드에서 군 · 경찰 · 준 군사 조직 등에서 사용된다.

## 컵스카우트
국제적으로는 컵스카우트에서 경례로 사용된다.